# سیارک ۵۵۸۴
سیارک ۵۵۸۴ (به انگلیسی: 5584 Izenberg، نامگذاری:1989KK) پنج هزار و پانصد و هشتاد و چهارمین سیارک کشف شده‌است که در ۳۱ مه ۱۹۸۹ کشف شد.
قدر مطلق سیارک برابر ۱۲٫۷۰ است.